# Madula
Madula is een bestuurslaag in het regentschap Gunungsitoli van de provincie Noord-Sumatra, Indonesië. Madula telt 1399 inwoners (volkstelling 2010).